# Ruinas del templo de los Santos Reyes
Ruinas del templo de los Santos Reyes se encuentran en el pueblo mexicano de Cucurpe, en norte del estado de Sonora. Desde éste templo, se fundó la Misión de Nuestra Señora de los Dolores unos kilómetros al norte de esta misión y desde ahí se desencadenó la evangelización de la Pimería Alta por Eusebio Francisco Kino y una serie de Misiones jesuíticas. El templo fue construido en 1647 con grandes bloques de piedra volcánica, ladrillo quemado y adobe. Aún se aprecian restos tanto de la pila bautismal como de sus paredes y arcos. En 1695, a su vez, se construyó otro templo que reemplazaría a este, edificado por el misionero jesuita Marcos del Río, quién también fundó aquí una misión religiosa, lugar dónde habitaban indígenas ópatas.
La misión funcionaba para evangelizar a los nativos cuando se avanzaba con la conquista de México. En 1767, después de la Expulsión de los jesuitas de la Monarquía Hispánica, la misión y el templo estuvieron a cargo de los franciscanos, quiénes residieron aquí hasta 1776 cuando abandonaron el inmueble por causas desconocidas y este se fue deteriorando con los años.
En 1900 se planeó volver a reconstruir el edificio sin llevarse a cabo. Luego se registró la caída de uno de sus arcos y la erosión de sus paredes. Por lo que sólo se utilizó para ceremonias religiosas especiales como cultos de Semana Santa y velación de difuntos. Hasta la actualidad, no se ha seguido con su construcción, por lo que se está preservando por el Instituto Nacional de Antropología e Historia (INAH) con la categoría de Conjunto Arquitectónico.